# Rhytiphora albocincta
Rhytiphora albocincta är en skalbaggsart som först beskrevs av Guérin-Méneville 1831.  Rhytiphora albocincta ingår i släktet Rhytiphora och familjen långhorningar. Inga underarter finns listade i Catalogue of Life.